# Józef Opacki
Józef Opacki ps. „Prus”, „Opat”, „Mohort”, „Zawisza”, „Znicz” (ur. 30 stycznia 1902 w Czortkowie, zm. 6 sierpnia 1982 w Sosnowcu) – polski nauczyciel gimnazjalny w Czortkowie (przedwojenne województwo tarnopolskie), działacz ZHP, prezes czortkowskiego oddziału podolskiego towarzystwa turystyczno-krajoznawczego, delegat rządu RP na kraj w czasie wojny na powiat czortkowski.

## Życiorys

### Przed II wojną światową
Urodził się 30 stycznia 1902 roku w Czortkowie na terenie Monarchii Austro-Węgierskiej. W czasie I wojny światowej walczył o niepodległość Polski. Po wojnie uzyskał świadectwo dojrzałości i kontynuował naukę na wydziale filozoficznym i matematyczno-przyrodniczym Uniwersytetu we Lwowie w latach 1922–1926. Po studiach pracował jako nauczyciel ćwiczeń cielesnych w Państwowym Gimnazjum im. Juliusza Słowackiego w Czortkowie. Był redaktorem założonego przez siebie pisma „Znicz Podola”.
Józef Opacki był żonaty z Heleną Jurasek (ps. Oleńka), którą poślubił w 1929 roku. Jego synem był Ireneusz Opacki (ur. 1933) profesor nauk humanistycznych.

### Działalność harcerska
Józef Opacki po odzyskaniu przez Polskę niepodległości, w 1920 roku dołączył do I Drużyny Skautów im. Zygmunta Sierakowskiego w Czortkowie. Aktywnie uczestniczył w działalności harcerzy, gdzie już w 1923 został kierownikiem Wydziału Organizacyjnego Komendy Męskiej Chorągwi Lwowskiej. Na początku lat 30. nastąpiła przerwa w jego działalności na rzecz harcerstwa. Powrócił do czynnego udziału w styczniu 1936 roku obejmując funkcję hufcowego. Do wybuchu wojny pełnił funkcję członka Komendy Lwowskiej Chorągwi Harcerzy.

## Działalność w czasie wojny
Po wkroczeniu wojsk radzieckich na teren wschodniej Rzeczypospolitej, Józef Opacki natychmiast zaczął formować podziemne struktury harcerskie tworząc z nich podziemną organizację partyzancką o nazwie Polska Organizacja Walki z Wrogiem, rok później połączoną z Szarymi Szeregami. Na rocznicę powstania styczniowego została zaplanowana akcja przeciwko okupantowi. Przygotowania odbywały się poza wiedzą Józefa Opackiego. W nocy 21/22 stycznia 1940 roku doszło do wybuchu zrywu wyzwoleńczego przeciwko Sowietom, tzw. powstania czortkowskiego. Akcja zakończyła się niepowodzeniem.
Pod koniec listopada 1940 roku, pod redakcją Opackiego ukazał się pierwszy numer konspiracyjnego czasopisma „Ogniwo”.
W latach 1939–1945 tworzył kartotekę zbrodni przeprowadzonych przez organizacje ukraińskie w Małopolsce Wschodniej, ze szczególnym uwzględnieniem powiatu czortkowskiego. Notatki wykonywane były ręcznie na różnego rodzaju papierze, który był w danym momencie dostępny. Każda zawierała datę, opis zdarzenia, narodowość ofiar, miejsce, z wyszczególnieniem na powiat i miejscowość oraz w niektórych przypadkach województwo. Notowane były także organizacje, ich członkowie, a sama kartoteka dzielona była na okresy działalności danej organizacji (np. okres „Siczy”, jednej z organizacji ukraińskich, która została rozwiązana w 1942 roku przez Niemców).
Józef Opacki był mocno zaangażowany w działalność społeczną i edukacyjną. Już w lecie 1941 roku zlecił Franciszkowi Wiśmierskiemu, zorganizowanie w powiecie czortkowskim tajnego nauczania. W Czortkowie prowadził także swoją własną prywatną bibliotekę. W 1942 roku uniknął aresztowania przez Niemców uciekając z domu i ukrywając się aż do wkroczenia wojsk radzieckich. Gestapo bez powodzenia szukało go w komitecie opiekuńczym Rady Głównej Opiekuńczej oraz szkole handlowej, w której wcześniej pracował. Po ucieczce organizował tajne nauczanie i był żołnierzem AK. Od 1944 roku redagował artykuły w „Informatorze Podolskim”, rok później także w „Ekspressie Podolskim” oraz „Strażnicy Kresowej”.

### Działalność po wojnie
Po zakończeniu wojny Józef Opacki podzielił los polskiej ludności na kresach wschodnich i został jeszcze w 1945 roku przesiedlony do Gliwic, gdzie objął funkcję kierownika Archiwum Urzędu Miejskiego. Działał w zrzeszeniu Wolność i Niezawisłość, gdzie był kierownikiem wydziału propagandy, pod pseudonimami „Zawisza” i „Mohort”. W 1946 roku przebywał najprawdopodobniej w Karkonoszach i Sosnowcu, choć jego dokładne miejsce pobytu nie jest pewne ze względu na to, że w dostępnych materiałach nazwy powiatu podawane były szyfrem.
Struktury Eksterytorialnego Okręgu Tarnopolskiego WiN zostały spenetrowane przez agenturę UB i rozbite we wrześniu 1946 roku. Józef Opacki został skazany na 8 lat więzienia, którą to karę odbył we Wronkach. Wyrok zmniejszono później do 3,5 roku. Po odzyskaniu wolności Józef Opacki kontynuował swoją działalność harcerską, będąc współpracownikiem komendy Hufca Gliwice w 1956 r.

### Wybrane publikacje
- „Polska a Niemcy i Rosja”, materiały prasowe z lat 1944–1945, Zakład Narodowy im. Ossolińskich, sygn. 16624/II.
- „Wytyczne postępowania na terenie Ziemi Czerwieńskiej celem uratowania ludności polskiej i tej Ziemi dla Polski”, materiały prasowe z lat 1944–1945, Zakład Narodowy im. Ossolińskich, sygn. 16624/II.

## Odznaczenia
- Srebrny Wawrzyn Akademicki (5 listopada 1938)[11].